# Puig de Clavera
El Puig de Clavera és una muntanya de 1.982,3 metres d'altitud del límit dels termes comunals d'Aiguatèbia i Talau i Canavelles, a la comarca del Conflent, de la Catalunya del Nord.
És al nord-oest del terme, al límit amb Aiguatèbia i Talau. És el punt més alt del terme de Canavelles i de la Serra o Serrat de Clavera. És al nord-oest del poble de Llar.